# Gare d'El Ancer
La gare d'El Ancer est une gare ferroviaire algérienne située sur le territoire de la commune d'El Ancer, dans la wilaya de Jijel.

## Situation ferroviaire
La gare est située au nord-ouest de la ville d'El Ancer, sur la ligne de Ramdane Djamel à Jijel. Elle est précédée de la gare d'El Milia et suivie de celle de Sidi Abdelaziz.

## Service des voyageurs

### Desserte
La gare d'El Ancer est desservie par les trains régionaux de la liaison Constantine - Jijel,.